# Condongsari
Condongsari is een bestuurslaag in het regentschap Purworejo van de provincie Midden-Java, Indonesië. Condongsari telt 1618 inwoners (volkstelling 2010).